# Normenkollision
Eine Normenkollision oder ein Normenkonflikt tritt auf, wenn auf einen Sachverhalt mehrere verschiedene Rechtsnormen anwendbar sind, die einander widersprechen.
Eine Normenkollision muss mit einer Kollisionsregel aufgelöst werden. Danach ist eine Norm gegenüber der oder den anderen vorrangig. Hinsichtlich der Auswirkungen dieses Vorrangs ist zwischen dem Geltungsvorrang und dem Anwendungsvorrang zu unterscheiden. Dies beruht auf dem Grundsatz der Widerspruchsfreiheit der Rechtsordnung, nach der ein Rechtssatz nicht gleichzeitig wahr und falsch sein kann.
Der Fall der Kollision von Rechtsnormen verschiedener Staaten auf dem Gebiet des Privatrechts wird durch das Internationale Privatrecht erfasst, das auch Kollisionsrecht genannt wird. Konkurrierende Sozialrechtsregime sind Gegenstand des Internationalen Sozialrechts.